# Лиа (певица)
Чхве Джису (кор. 최지수; род. 21 июля 2000, Инчхон), более известная под сценическим именем Лиа (кор. 리아), — южнокорейская певица и участница гёрл-группы Itzy.

## Биография и карьера

### 2000—2018: Ранние годы
Чхве Джису родилась 21 июля 2000 года. Выросла в Инчхоне. У неё есть младший брат.
Лиа в течение трёх лет жила в Торонто, Канада, а затем вернулась в Южную Корею. Училась в школе исполнительских искусств (SOPA) в Сеуле. Посещала международную школу Чеджу и академию Dream Vocal.
В возрасте 14 лет прослушивалась в SM Entertainment в Канаде. Она была стажёркой в течение двух лет, но контракт так и не подписала.

### 2019 — 2023: Дебют в ITZY
21 января 2019 года её объявили участницей ITZY. Дебют группы состоялся 12 февраля с альбомом It’z Different. 18 сентября 2023 года Лиа взяла перерыв в своей деятельности из-за проблем со здоровьем.8 июля 2024 года Лиа появилась на трансляции на канале своей группы,а 9 июля вышло оффициальное заявление от JYP ent. о том ,что Лиа продолжает свою деятельность как айдол,хоть и не участвует в мировом туре своей группы.